# ماريا بيريز (متسابقة مشي)
ماريا بيريز غارسيا (من مواليد 29 أبريل 1996) هو لاعبة ألعاب قوى إسبانية في سباق المشي، احتلت المركز الأول في سباق المشي لمسافة 20 كيلومترًا وفي سباق المشي لمسافة 35 كيلومترًا في بطولة العالم 2023 في بودابست، والمركز الرابع في 20 كيلومترًا للمشي في أولمبياد طوكيو 2020. فاز بيريز بالميدالية الذهبية في هذا الحدث في بطولة أوروبا لألعاب القوى 2018، مسجلاً رقماً قياسياً للبطولة في هذه العملية. إنها الرقم القياسي العالمي حاملة سباق المشي لمسافة 35 كيلومتر بزمن قدره 2:37:15، تم تحديده في 21 مايو 2023 في بطولة الفرق الأوروبية لسباق المشي في بودبرادي، جمهورية التشيك.